# 11-Déshydrothromboxane B2
Le 11-déshydrothromboxane B2 (11-déshydro-TXB2) est un dérivé du thromboxane B2 issu de la dégradation du thromboxane A2. Il est libéré par les thrombocytes activés et le taux urinaire de 11-déshydro-TXB2 permet de suivre la réponse d'un patient à un traitement à l'aspirine destiné à prévenir des troubles cardiaques ainsi que des affections caractérisées par l'activation plaquettaire.